# Agustín de Montiano y Luyando
Agustín Gabriel de Montiano y Luyando (Valladolid, 28 de febrero de 1697 – Madrid, 1 de noviembre de 1764) fue un historiador, crítico y dramaturgo español perteneciente al Neoclasicismo, primer director de la Real Academia de la Historia.

## Biografía
Nació en el seno de una familia de origen noble, arraigada en los antiguos solares de la casa paterna de Montiano y de la materna del valle de Orozco del señorío de Vizcaya y en el de Mena.
Secretario de la cámara de Gracia y Justicia y secretario de Estado de Felipe V, fue amigo y mentor de Nicolás Fernández de Moratín, protector de su sobrino Eugenio de Llaguno y Amírola y colaborador del padre Martín Sarmiento, así como fundador y secretario de la Academia del Buen Gusto (1749 a 1751), amparada por la condesa de Lemos, Josefa de Zúñiga y Castro, que consagró el estilo rococó e introdujo el Neoclasicismo.
Fundó la Real Academia de la Historia (1735) y fue su primer director (1738). Allí propuso trabajar en un Diccionario histórico-crítico de España para desterrar "las ficciones de las fábulas" y que a los acontecimientos se les diera "la más exacta cronología" con las "necesarias noticias geográficas antiguas y modernas". Los académicos, según la propuesta hecha por Montiano en 1735, formaron un plan en varias secciones o materias: geografía, origen de España, sucesión e historia de sus reyes, costumbres, leyes, rentas reales, comercio, varones ilustres y otras más que permitieran compendiar todo el saber sobre el pasado, después de someterlo a revisión científica, para separar lo cierto de lo falso; así, los académicos pensaban contribuir a que se desterrasen "las fábulas introducidas por la ignorancia o por la malicia". Con el tiempo este proyecto se restringió y los académicos se dedicaron a la formación de un Diccionario geográfico de España que, pese al gran empeño de Pedro Rodríguez Campomanes mientras fue director entre 1764 y 1797, solo logró publicar dos tomos en 1802 correspondientes a las tres provincias vascongadas y a Navarra.
Montiano fue también miembro, como su joven amigo y discípulo Nicolás Fernández de Moratín, de la Academia de la Arcadia de Roma bajo el nombre de Leghinto Dulichio. Amigo también de Ignacio de Luzán, teorizó sobre el teatro neoclásico en dos discursos que fueron traducidos al francés (Dissertation sur les tragedies espagnoles traduites de l'espagnol par M. d'Hermilly; París: chez J.F. Quillau, 1754) y tenidos en cuenta por Gotthold Ephraim Lessing en su Werke (1794). 
A causa de su excesiva preocupación por el orden y las reglas es incapaz de apreciar el valor de los clásicos españoles, llegando, en la "Aprobación" que escribe a la edición del Quijote de Avellaneda, a considerar esta novela muy superior a la de Cervantes: «Ningún hombre juicioso fallará en pro de Cervantes si formase el cotejo de las dos segundas partes».
En el Discurso sobre las tragedias españolas (1750) que precede a su tragedia Virginia hizo la historia de este género dramático en España; Virginia trata sobre el abuso del poderoso Claudio sobre la supuesta esclava Virginia, cuyo padre prefiere sacrificarla antes que dejarla en manos del tirano.
En un segundo Discurso segundo sobre las tragedias españolas (1753) que precede a su tragedia Ataúlfo trató sobre problemas de escenificación y declamación y editó por vez primera la partida de bautismo de Miguel de Cervantes en Alcalá de Henares. La tragedia trata sobre Ataúlfo y su esposa Placidia, víctimas de los planes urdidos contra él por sus enemigos. Estos discursos suscitaron cierta polémica y escribió contra ellos un tal Jaime Doms, siendo defendido Montiano por un tal Domingo de Guevara en su Examen: el más crítico y gracioso que hasta ahora han hecho los mejores escritores de la carta escrita por Jayme Doms, contra el discurso sobre las tragedias españolas, y la Virginia del señor Don Agustin de Montiano y Luyando, Madrid: por Joseph Herrera, 1789.
Junto con Ignacio de Luzán, Pedro Estala, y Leandro Fernández de Moratín, Agustín Montiano es uno de los principales teorizadores sobre el género dramático del siglo XVIII español; se fijó más en el teatro humanístico trágico del siglo XVI que en el del Siglo de Oro, aunque alude a la intensidad de los efectos dramáticos de Lope de Vega, Luis Vélez de Guevara y otros autores. Con su presencia puede considerarse el neoclasicismo como una realidad en la vida literaria española; sus comedias se someten a las tres unidades, pero carecen de interés escénico, no llegaron a representarse y son defectuosas en su versificación. Más adelante parece que cambió la orientación de su gusto, pues dice «Yo seguí en otro tiempo la opinión de los franceses, pero abracé después la inglesa». Marcelino Menéndez Pelayo estimó que esta declaración debía referirse al teatro de Joseph Addison y John Dryden, y no al teatro de Shakespeare. En 1754 fue elegido consiliario de la Real Academia de Bellas Artes de San Fernando. Falleció diez años después, en 1764; su discípulo Cándido María Trigueros lloró su muerte en una elegía cuya publicación el resentido Pedro Rodríguez Campomanes impidió.

## Obras
- La lira de Orfeo, 1719.
- Cotejo de la conducta de S. M. con la del rey británico.
- Discurso sobre las tragedias españolas Madrid: en la Imprenta del Mercurio, por Joseph de Orga, 1750 (el I) e íd. 1753 (el II), precediendo a sus tragedias:
- Ataúlfo (1750), tragedia.
- Virginia (1753), tragedia.
- Égloga de Lisardo y Palemón
- Octavas a San Estanislao de Kostka.
- Basta copia de las festivas demostraciones, con que la fidelissima ciudad de Palma y sus nobles patricios han celebrado la feliz proclamación de nuestro amado Rey Don Luis Palma: por Pedro Antonio Capò Imp., s. a.
- El robo de Dina Madrid: por Alonso Balvás, 1727
- Elogio histórico del Doctor D. Blas Antonio Nassarre y Ferriz, académico de la Real Academia Española... hecho de orden de la misma Real Academia, y leydo en su Junta de 4 de agosto de 1751 Madrid: en la Imprenta del Mercurio por Joseph de Orga, s. a.